# Agent Provocateur (бренд)
«Agent Provocateur» — британский бренд нижнего белья, основанный в 1994 году Джо Корром и Сереной Риз. Компания имеет магазины в 13 странах мира.

## История

### 1994—2007
Бренд Agent Provocateur был основан в 1994 году Джозефом Корром, сыном Вивьен Вествуд и его тогдашней женой, Сереной Риз. Первый магазин открылся в Сохо на Бродвик-стрит.
Компания продавала яркое и модное нижнее белье. Джозеф Корр был дизайнером бренда.

### 2007–2017
В 2007 году, после развода Корра и Риз, частная акционерная компания, «3i», которая инвестирует в компании среднего звена, приобрела 80% компании за 60 миллионов фунтов стерлингов.
В период с ноября 2007 года по март 2009 года компания открыла 13 магазинов, расширившись в США, России, Дубае и Гонконге.
К марту 2008 года прибыль Agent Provocateur упала на 18% до 2,2 миллиона фунтов стерлингов из-за затрат на расширение.
Гарри Хогарт покинул пост генерального директора в феврале 2016 года.
В марте 2017 года бизнес вошел в администрацию. В рамках сделки «pre-pack» он был приобретен «Four Holdings», компанией, на треть принадлежащей британскому бизнесмену Майку Эшли, который, как сообщается, заплатил около 25 миллионов фунтов после того, как провел конкурс со стороны частной инвестиционной фирмы Lion Capital.

## Маркетинг
Бренд известен своими провокационными видеороликами. Мелисса Джордж, Хлоя Хейворд и Элеттра Росселлини Видеманн снялись в кампании Джона Кэмерона Митчелла, которая призывала женщин решать свою судьбу с помощью нижнего белья Agent Provocateur.
В декабре 2001 года компания выпустила скандальный короткометражный фильм с участием Кайли Миноуг, одетой в нижнее белье Agent Provocateur.
В 2000-х годах ежегодная модернизация веб-сайта бренда, сначала Wax New Media, а затем Large Design, стала отраслевым эталоном.
В 2006 году Майк Фиггис снял короткометражный фильм для Agent Provocateur с моделью Кейт Мосс в главной роли.
Лицом бренда в разное время были актриса Мэгги Джилленхол, британская модель Дейзи Лоу и модель Хейли Клаусон. В январе 2019 года бренд нанял модель plus-size Чарли Говард для участия в рекламной кампании ко Дню святого Валентина.

## Критика
Некоторые рекламные ролики Agent Provocateur были запрещены Управлением по рекламным стандартам (Соединенное Королевство) за то, что они унизили достоинство женщин.